# Aborto en Alemania
El aborto en Alemania, referido al aborto inducido o interrupción voluntaria del embarazo, está permitido durante el primer trimestre de la gestación.

## Historia
La legalización del aborto inducido ha sido ampliamente discutida en Alemania durante el siglo XX. Durante la República de Weimar se produjo una reducción de las penas en los casos de aborto y en 1927 se procedió a su legalización -por decisión judicial- en casos de grave peligro para la vida de la madre -aborto terapéutico-.
Durante el nazismo las sanciones por delitos de aborto se incrementaron de nuevo y desde 1943 fue castigado con la pena de muerte.
Después de la Segunda Guerra Mundial el aborto continuó siendo ilegal tanto en Alemania Oriental como Alemania Occidental recuperándose la legislación de 1927 en Alemania Occidental, mientras que en Alemania Oriental se aprobó en 1950 una legislación que incluía nuevas excepciones.
Los requisitos legales para la práctica del aborto inducido en el Alemania del Oeste eran tan estrictos que a menudo las mujeres viajaban a otros lugares donde la legislación era más permisivia, particularmente a los Países Bajos.

### Legalización en 1972, 1974 y 1976
Este aborto fue legalizado en Alemania del Este, a petición de la mujer, hasta las 12 semanas de embarazo en 1972 por la Asamblea Popular (Volkskammer). En 1974 Alemania Occidental despenalizó nuevas situaciones para el aborto legal mediante sentencia del Tribunal Constitucional de Alemania, ya que, aunque se consideró el aborto incompatible con las garantías sobre derechos humanos de la propia constitución alemana, el propio dictamen aumentaba el número de situaciones en las que el aborto legal podía ser constitucional.
Como resultado final, en 1976, la República Federal de Alemania legalizó el aborto hasta las 12 semanas de embarazo por razones médicas -aborto terapéutico-, por delitos sexuales o de emergencia social grave o emocional -que debía ser aprobado por dos médicos-, y con un asesoramiento y una espera mínima desde el asesoramiento de tres días.

### Leyes de 1992 y 1995
La reunificación de Alemania obligó a la homogeneización legal. Una nueva ley fue aprobada por el Bundestag en el año 1992. Está ley permite la práctica de la interrupción voluntaria del actual embarazo durante el primer trimestre, con orientación -consentimiento informado- y un período mínimo de espera de tres días desde el asesoramiento. El Parlamento aprobó una nueva ley en 1995. La práctica del aborto no está cubierta por el sistema de salud alemán excepto para mujeres con escasos recursos económicos.